# Patrycja Mnich
Patrycja Anna Mnich (znana również jako Patrycja Nowak) – polska pisarka, scenarzystka filmowa i teatralna, oraz dramaturg. Członkini licznych organizacji i stowarzyszeń, między innymi Gildii Scenarzystów Polskich, Stowarzyszenia Autorów ZAiKS, oraz Unii Literackiej.

## Życiorys
Urodziła się w Tarnowie. Absolwentka miejscowego III Liceum Ogólnokształcącego im. Adama Mickiewicza, oraz dziennikarstwa i kulturoznawstwa na Uniwersytecie Jagiellońskim. W trakcie studiów była redaktorką miejskiego magazynu „Aktivist“. W 2012 roku razem z Michałem Zasowskim była nominowana do Złotej Kaczki w kategorii Najlepszy scenariusz do filmu biograficznego o Agacie Mróz-Olszewskiej pt. „Nad życie”.  Finalistka Konkursu Scenariuszowego Script Pro 2018. Autorka dramaturgii w dramacie muzycznym „O kotach”. W 2019 wyszła za mąż. Wspólnie z Katarzyną Klimkiewicz pracowała nad scenariuszem do filmu o Kalinie Jędrusik pt. „Jesienna dziewczyna”. Ostatecznie w 2021 roku film ukazał się pod tytułem „Bo we mnie jest seks”. Autorka sztuki Ptaki-dziwaki w reżyserii Darii Woszek.
Wspólnie z mamą, Grażyną prowadzi Fundację Kultury i Sztuki  „I kropka”.

## Życie prywatne
Jej mężem jest polski muzyk rockowy, Sebastian Mnich. Mają córkę, Helenę.

## Publikacje
- Esej w: Radosna książka, Wydanie pierwsze, Warszawa: Wydawnictwo Papierowy Motyl, 2020, ISBN 978-83-65816-33-7

## Książki

### Jako Patrycja Mnich:
- Hej, dziewczyno!, Wydanie pierwsze, Warszawa: Wydawnictwo Papierowy Motyl, 2019, ISBN 978-83-65816-21-4
- Bo we mnie jest seks, Warszawa: Wydawnictwo Virtualo, 2021, ISBN 978-83-27297-98-3

### Jako Patrycja Nowak:
- Klątwa dżina, Poznań: Wydawnictwo Publicat, 2005, ISBN 978-83-24505-69-2